# Kayen (Karangan)
Kayen is een bestuurslaag in het regentschap Trenggalek van de provincie Oost-Java, Indonesië. Kayen telt 1195 inwoners (volkstelling 2010).